# DVD Exclusive Awards
DVD Exclusive Awards — кинопремия, посвящённая кинематографическим достижениям direct-to-video-фильмов, выходящих на DVD. С 2001 по 2006 г.г. лауреаты и победители избирались периодическим изданием DVD Exclusive и The Digital Entertainment Group. С прекращением публикации премия была упразднена.